# Loretánská kaple v Uherském Hradišti
Loretánská kaple v Uherském Hradišti byla kaple, která stála při kostele svatého Jiří, který se nacházel uprostřed Masarykova náměstí, na bývalém Svatojiřském ostrově.

## Historie
Loretánská kaple (Santa Casa) byla postavena roku 1749. Založena byla děkanem z farního kostela svatého Jiří P.Františekem Schupplerem. Kaple byla přistavěna kolmo ke stěně kostela a zakryta samostatnou valbovou střechou. Stěny kaple byly členěny svazkovými pilastry, které vybíhaly z postamentů zdobených slepou pravoúhlou výplní. Nad jednotlivými korintskými hlavicemi bylo přerušované trojdílné kladí. Roku 1778 byla oltářní stěna kaple přenesena do boční kaple svaté Viktory při bývalém jezuitském kostele svatého Františka. Roku 1785 byla Santa Casa spolu s kostelem zbořena.

### Kostel svatého Jiří

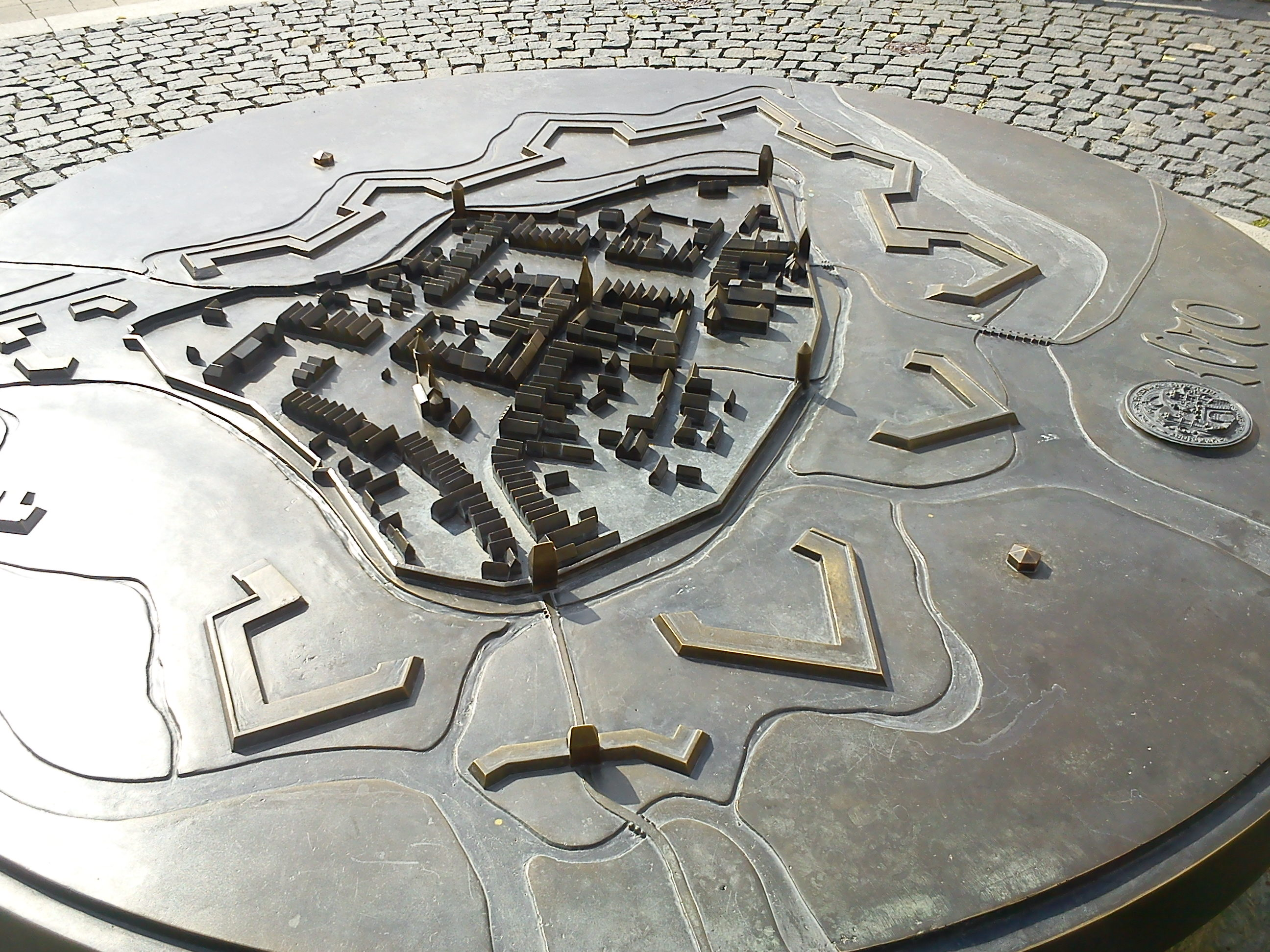
Kostel sv. Jiří na reliéfní mapě Uherského Hradiště (1670)

Gotický kostel svatého Jiří, připomínaný již roku 1257, byl trojlodní stavbou s nižšími bočními loděmi a s polygonálním závěrem presbytáře. Nacházely se v něm náhrobky významných osob z Uherského Hradiště. Stál úhlopříčně uprostřed hlavního náměstí (Masarykovo nám.). Je doložen na několika pohledech na město ze 17. a 18. století. Roku 1681 vyhořel, po obnově roku 1740 byl vysvěcen olomouckým biskupem Jakubem z Liechtensteinu. Jako farní sloužil do roku 1778, kdy farnost převzal bývalý jezuitský chrám svatého Františka Xaverského. Roku 1785 byl pro svůj špatný stav zbořen, zdivo kostela bylo použito k vydláždění ulic ve městě.